# Xã Lockridge, Quận Jefferson, Iowa
Xã Lockridge (tiếng Anh: Lockridge Township) là một xã thuộc quận Jefferson, tiểu bang Iowa, Hoa Kỳ. Năm 2010, dân số của xã này là 646 người.